# Nicolas Antoine Regnard
Pour les articles homonymes, voir Regnard (homonymie).
Nicolas Antoine Regnard est un homme politique français né le 25 janvier 1770 à Fumay (Ardennes) et mort le 11 novembre 1842 à Chalon-sur-Saône (Saône-et-Loire).

## Biographie
Inspecteur des forêts à Fumay, il est député des Ardennes en 1815, pendant les Cent-Jours.

## Sources
- « Nicolas Antoine Regnard », dans Adolphe Robert et Gaston Cougny, Dictionnaire des parlementaires français, Edgar Bourloton, 1889-1891 [détail de l’édition]